# CPI (entreprise)
Pour les articles homonymes, voir CPI.
CPI est un groupe d'imprimerie, le plus important imprimeur en Europe.
Avec, en 2012, 17 sites de production  situés dans 7 pays, en France, en Grande-Bretagne, aux Pays-Bas, en Allemagne, en République tchèque, en Suisse et en Espagne, le groupe emploie 3 200 collaborateurs et imprime 550 millions de livres par an.

## Historique
Le nom de la société provient de ses deux fondateurs, Cyrille Chevrillon, ancien directeur général de Salomon Brothers (Paris) et Nicolas Philippe, avocat d'affaires.
Nouveau dans le métier de l'imprimerie, le groupe reprend en 1996 l'imprimerie Bussière.
Le groupe possède en France les imprimeries :
- Bussière à Saint-Amand-Montrond
- Brodard & Taupin[3] à La Flèche, ancienne imprimerie du groupe Hachette, achetée en janvier 1998
- Firmin Didot à Mesnil-sur-l'Estrée

En Allemagne et en République tchèque :
- Clausen & Bosse
- Ebner & Spiegel
- Übereuter Buchbinderei und Buchproduktion[4]
- CPI Druckdienstleistungen GmbH

Le groupe est le premier imprimeur de livres monochromes d’Allemagne.
En 2012, CPI a lancé l'outil CPIdirect. C'est un site qui s'adresse aux éditeurs de toutes tailles. Il leur facilite l’impression de leurs livres en ligne, leur permettant de gagner du temps et de sécuriser la fabrication de leurs ouvrages.
En 2013, CPI est rachetée par la société française d'investissement Impala dirigée par Jacques Veyrat.
En 2015, le groupe ouvre un centre de formation aux métiers de l'impression numérique destiné aux salariés de l'entreprise, mais également aux élèves et étudiants des filières graphiques. Des formateurs internes et des intervenants extérieurs tels que HP, Müller Martini et Xerox les accueillent sur le site de Bussière, situé à Saint-Amand-Montrond dans le Cher.
L'unique actionnaire du Groupe depuis 2019 est Elpis Management Ltd.